# Zenon Nosowicz
Zenon Wilhelm Nosowicz (ur. 5 lutego 1882, zm. 2 maja 1943) – podpułkownik łączności Wojska Polskiego.

## Życiorys
W 1920 roku był komendantem Szkoły Podchorążych Wojsk Łączności w Zegrzu. 30 lipca 1920 roku został zatwierdzony z dniem 1 kwietnia 1920 roku w stopniu majora, w Korpusie Wojsk Łączności, w grupie oficerów byłych Korpusów Wschodnich i byłej armii rosyjskiej. Pełnił wówczas służbę w Szefostwie Służby Łączności Naczelnego Dowództwa Wojska Polskiego. 1 czerwca 1921 roku pełnił służbę w 1 batalionie zapasowym telegraficznym.
3 maja 1922 roku został zweryfikowany w stopniu podpułkownika ze starszeństwem z dniem 1 czerwca 1919 roku i 9. lokatą w korpusie oficerów łączności, a jego oddziałem macierzystym był wówczas 1 pułk łączności. Do 1 lipca 1923 roku był „odkomenderowany” na kurs doszkolenia oficerów korpusu łączności. 8 czerwca 1923 roku został przeniesiony z 1 do 3 pułku łączności w Grudziądzu na stanowisko dowódcy pułku z pozostawieniem na kursie. Od czerwca 1924 roku był dowódcą 2 pułku łączności w Jarosławiu. W kwietniu 1929 roku został wyznaczony na stanowisko dowódcy 3 Grupy Łączności w Przemyślu. Z dniem 1 lutego 1930 roku został zwolniony z zajmowanego stanowiska i skierowany na dwumiesięczny urlop, a z dniem 31 marca 1930 roku został przeniesiony w stan spoczynku. W 1934 roku pozostawał w ewidencji Powiatowej Komendy Uzupełnień Jarosław. Posiadał przydział do Oficerskiej Kadry Okręgowej Nr X. Był wówczas „w dyspozycji dowódcy Okręgu Korpusu Nr X”.
Do 1939 był prezesem Koła Towarzystwa Rozwoju Ziem Wschodnich w Jarosławiu.
Po wybuchu II wojny światowej przedostał się na Węgry, gdzie został internowany. Od 1940 przebywał w obozie w Egerze. Zmarł 2 maja 1943 w Győr po komplikacjach związanych z chorobą miażdżycową i tam został pochowany.

## Ordery i odznaczenia
- Medal Międzysojuszniczy „Médaille Interalliée”